# Rivalba
Rivalba is een gemeente in de Italiaanse provincie Turijn (regio Piëmont) en telt 991 inwoners (31-12-2004). De oppervlakte bedraagt 10,9 km², de bevolkingsdichtheid is 91 inwoners per km².

## Demografie
Rivalba telt ongeveer 370 huishoudens. Het aantal inwoners steeg in de periode 1991-2001 met 3,5% volgens cijfers uit de tienjaarlijkse volkstellingen van ISTAT.
| Jaar | Inwoneraantal |
| ---- | ------------- |
| 1991 | 933           |
| 2001 | 966           |

## Geografie
Rivalba grenst aan de volgende gemeenten: Castagneto Po, San Raffaele Cimena, Gassino Torinese, Casalborgone, Sciolze, Cinzano.
1. ↑  https://demo.istat.it/?l=it.